# Saint-Bois
Saint-Bois är en kommun i departementet Ain i regionen Auvergne-Rhône-Alpes i östra Frankrike. Kommunen ligger  i kantonen Belley som ligger i arrondissementet Belley. Kommunens areal är 9,42 km². År 2018 hade Saint-Bois 138 invånare.

## Befolkningsutveckling
Antalet invånare i kommunen Saint-Bois
Referens: INSEE